# Diosvelis Guerra
Diosvelis Alejandro Guerra Sebastian es un guardameta que ataja para el FC Cienfuegos y la selección de fútbol de Cuba marco su debut deportivo 2010 en el club CF Granma.

## Carrera
Diosvelis Guerra hasta el momento ha desarrollado su carrera deportiva en seis clubes de Liga de Fútbol Cubana.
Hizo su debut deportivo en el CF Granma en el 2010 al año siguiente es traspasado al FC Ciudad de Habana donde estuvo un año, después jugó unos meses en el Artemisa hasta ser traspasado al FC Pinar del Río donde se mantuvo presente hasta el 2015, en ese mismo año jugo unos meses en el Ciego de Ávila. En 2016 hizo su debut en el FC Cienfuegos actualmente juega en dicho club.

## Clubes
| Club                | Años            |
| ------------------- | --------------- |
| CF Granma           | 2010            |
| FC Ciudad de Habana | 2011            |
| Artemisa            | 2012            |
| FC Pinar del Río    | 2012 - 2014     |
| Ciego de Ávila      | 2015            |
| FC Cienfuegos       | 2016 - presente |

## Selección de Cuba
Diosvelis Guerra fue convocado por primera vez para disputar un duelo amistoso frente a Panamá en el cual perdieron 4:0. En ese mismo año marcaría su debut titular en la Copa del Caribe de 2014 donde lograron llegar a las Semifinales del torneo. En el año siguiente es convocado para disputar la Copa de Oro de 2015 con la selección cubana. Hizo su debut por primera vez en el torneo en un duelo frente a México en el cual recibieron una goleada de 6:0 después en su segundo encuentro pierden 2:0 frente a Trinidad y Tobago y en su tercer encuentro logran vencer 1:0 a la selección de Guatemala logrando pasar con lo justo a los cuartos de final donde se enfrentan a los Estados Unidos y terminan pierdiendo por otra goleada de 6:0 quedando eliminados de la copa. En el año siguiente 2016 es convocado para la Copa del Caribe de 2016 donde debutan venciendo a Bermudas por un marcador de 2:1 y después son derrotados 3:0 por Guayana Francesa pero no lograron clasificar a la segunda ronda por diferencia de goles.

## Participación en torneos internacionales
| Torneo                          | Resultado        |
| ------------------------------- | ---------------- |
| Copa del Caribe de 2014         | Fase Final       |
| Copa de Oro de la Concacaf 2015 | Cuartos de final |
| Copa del Caribe de 2016         | Fase preliminar  |